# 仁愛功績勳章
仁愛功績勳章（葡萄牙語：Medalha de Mérito Altruístico）是澳門勳章、獎章和獎狀制度第二級別的榮譽，用以獎勵在社會福利和慈善事業方面有傑出貢獻的人士或實體。

## 授勳名單
2001年
- 胡順謙
- 劉衍泉

2002年
- 仁慈堂
- 同善堂
- 鏡湖醫院慈善會

2003年
- 澳門明愛
- 澳門紅十字會

2004年
- 菲能地
- 澳門工人醫療所

2005年
- 澳門清安醫所慈善會
- 澳門童軍總會

2006年
- 郭騰機（釋機修）大師
- 黎鴻昇主教
- 藍欽文牧師

2007年
- 飛迪華
- 羅少霞
- 母親會

2008年
- 何廣凌神父
- 陳明金
- 鄭秀明
- 鄺達財

2009年
- 胡子義神父
- 飛安達
- 澳門霍英東基金會

2010年
- 澳門日報讀者公益基金會
- 澳門護士學會

2011年
- 左立基
- 梁少培
- 盧偉石

2012年
- 梁玉華
- 李順宗神父
- 狄素珊修女

2013年
- 吳培娟

2014年
- 衛生局仁伯爵綜合醫院綜合科及日間醫院的醫護團隊
- 譚雅蓮
- 馬韶漪

2015年
- 林婉妹
- 文漢光
- 湯福榮
- 明德慈善會
- 澳門同濟慈善會

2016年
- 澳門街坊福利會
- 澳門愛心之友協進會
- 澳門弱智人士家長協進會

2017年
- 社會工作局
- 澳門扶康會

2018年
- 李斌生主教
- 澳門工會聯合總會
- 澳門婦女聯合總會
- 澳門歸僑總會

2019年
- 黃艷梅
- 澳門街坊會聯合總會
- 澳門菱峯慈善會
- 澳門愛護動物協會

2020年
- 李展潤

2021年
- 衛生局仁伯爵綜合醫院急診部

2022年
- 潘志明

2023年
- 澳门镜湖护理学院

2024年
- 龔樹根
- 李從正
- 陳家良